# Cascina Boscaiola
La Cascina Boscaiola è una cascina situata a Milano, tra viale Jenner e via Edoardo Porro. Si tratta di un complesso storico costruito principalmente nel XV secolo come tenuta di caccia della Signoria di Milano, prima i Visconti e poi gli Sforza.

## Informazioni generali
Questa cascina è oggi conosciuta come "Cascina Boscaiola", "Cascina della Boscaiola", o anche "Cascina Boscarola". Ha come indirizzo via Edoardo Porro 14 e via Edoardo Porro 8 cortile interno. L'edificio, di origine quattrocentesca, sembra essere stato casino di caccia o residenza di campagna della Signoria di Milano (prima i Visconti e poi gli Sforza). È stata restaurata in più riprese, e sulle facciate già restaurate si intravedono frammenti di affreschi ed elementi architettonici (finestre ogivali) che confermano la sua origine signorile. Attualmente è un'abitazione privata.

La Cascina nel 1909

## Storia
La struttura architettonica di alcune porzioni e alcuni elementi in facciata tradiscono un primo blocco costruttivo trecentesco.

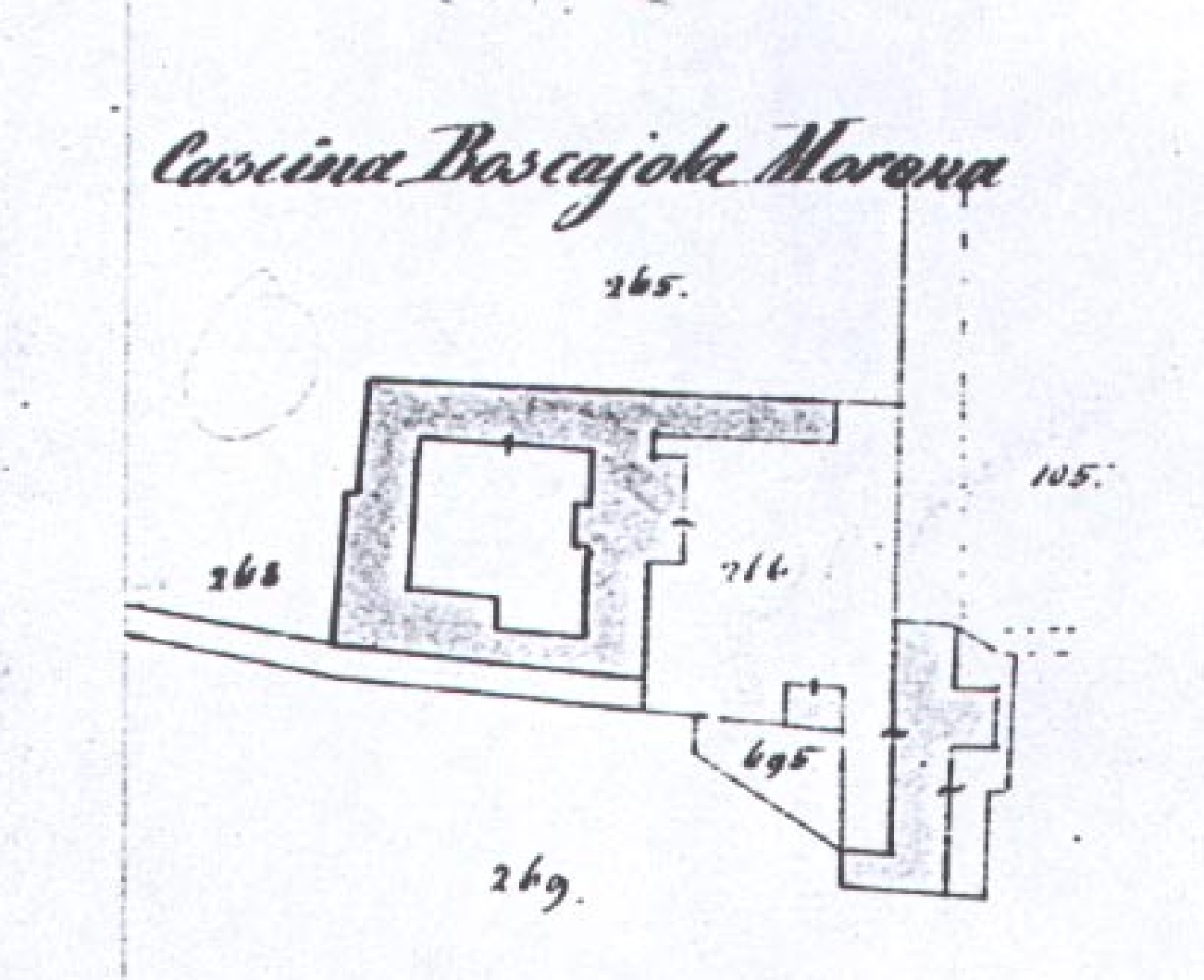
Mappa della Cascina Boscajola del Catasto di Carolo VI

Nel XIV secolo viene edificata una dimora gentilizia, di carattere monumentale, parte probabilmente di un complesso maggiore e munito anche di una cappella. Si tratta di una di quelle residenze di campagna, destinate agli intrattenimenti legati alla caccia, poiché situata in una zona boscosa, come il toponimo "Boscaiola" farebbe intuire. Probabilmente si tratta di numerose cascine; nel settecento se ne contavano ancora cinque, di cui tuttora ne è rimasta solo una.
L'impostazione architettonica, la disposizione interna dei locali e i caratteri decorativi farebbe pensare ad un'opera di maestranze presenti nei cantieri di committenza viscontea e poi sforzesca. Il collegamento con la città era garantito da una strada che da S. Maria alla Fontana si spingeva fino al Derganino, attraverso la strada che si apriva tra la fitta vegetazione e che ancora oggi porta il nome "della Boscaiola".
Da uno studio condotto nella seconda metà del 2018 dalla soprintendenza del Castello Sforzesco, guidato da Claudio Salsi, è risultato che due affreschi presenti e ripetuti a scacchiera sul muro esterno della facciata indicano che la storia della Cascina è legata alla famiglia degli Aicardi, molto vicina agli Sforza; Si tratta di "un alveare e un giglio inseriti in riquadri che simulano delle nicchie a trompe l’oeil", che mostrano un "favo posato su un tavolo e circondato da frasche per difenderlo dai predatori, accompagnato dal motto “Per meo merito”", che è stato ritrovato nel Codice Trivulziano e in un stemmario redatto nel 1673 da Marco Cremosano, ed inoltre in due lettere ritrovate nell'archivio storico museale. l significato di tale rarissima decorazione sarebbe dunque una forma di propaganda sui legami fra gli Aicardi e gli Sforza.
Nel XV secolo viene innalzato un corpo più alto e massiccio (ad anglo con l'attuale via Eduardo Porro), caratterizzato da grandi finestre a tutto sesto con elaborate cornici in cotto, quasi una torre da maniero.

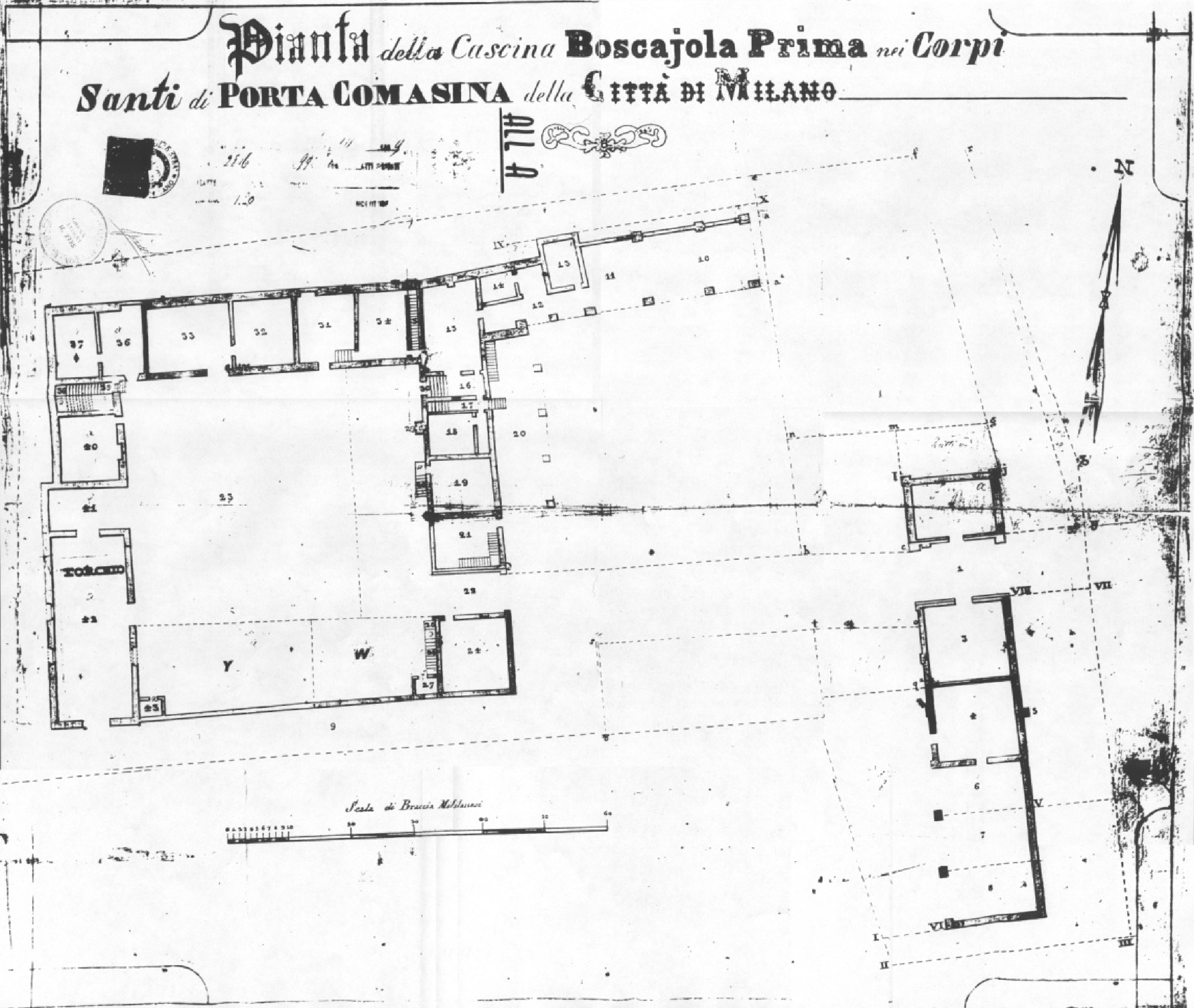
Mappa dettagliata della Cascina Boscajola del Catasto di Carolo VI

Sulle mappe catastali di Carlo VI risulta che questo edificio faceva parte di un complesso di cascine, chiamate "della Boscaiola", e comprese nel territorio milanese detto "Dei Corpi Santi" di Porta Comasina (1718 -1749; Catasto di Carlo VI).
Il nome completo di questo edificio era "Cascina della Boscajola Prima", "Cascina Boscajola Morona", o "Cascina della Boscajola Morona" (denominazione derivata del fatto che l'edificio era circondata da coltivazioni di moroni, i gelsi).
Nel XVI secolo viene demolita la cappella. Il sito, sopravvissuto con una trasformazione in cascina a supporto delle attività agricole della zona, fu nel corso dei secoli parecchio rimaneggiato, con aggiunte e rimaneggiamenti sia interni che esterni, condotti a più riprese. Soprattutto la parte retrostante della corte, a carattere prettamente rustico, è frutto di questi interventi, tanto da snaturare e, in alcuni casi, sostituire le più nobili strutture. È il caso, come testimonia il Nebbia nel suo testo Milano che sfugge, della cappella gentilizia con affreschi, che fu sostituita da una costruzione di carattere agricolo (fienile).
L'intero complesso, a carattere agricolo, è stato rimaneggiato a più riprese, nel corso del XX secolo, anche in funzione delle mutate esigenze produttive.
Dagli anni settanta del XX secolo, la Cascina è stata soggetta di restauro. Tali interventi di restauro sono stati effettuati in quattro periodi, il primo e secondo, che hanno riguardato i corpi laterali a est e ovest sono stati compiuti all'inizio degli anni settanta dall'architetto V. Lattuada; il terzo nella parte centrale è stato completato nel 2001 dall'architetto G. Fieramonti, mentre l'ultimo intervento, sempre nella parte centrale, è stato completato tra il 2006 e il 2007 dall'architetto P. Femia.
Nel corso del secondo dopoguerra la zona è stata interessata, come d'altronde tutta la fascia a ridosso del rilevato ferroviario a nord (scalo Farini), da un forte incremento del tessuto produttivo di tipo artigianale e industriale, con un'alta presenza di capannoni prefabbricati. Uno di questi, occupato dal dopolavoro della fabbrica di liquori Branca, nelle vicinanze, oscurava la facciata del fronte principale su viale Jenner. Da qualche anno (2007-2010), grazie ad una bonifica urbanistica del quartiere, derivata dalla crisi economica e dagli elevati costi di produzione in città, il manufatto è stato rimosso, sostituendolo con un giardinetto pubblico che ha restituito la quinta scenografica ad una più ampia prospettiva.

## Architettura

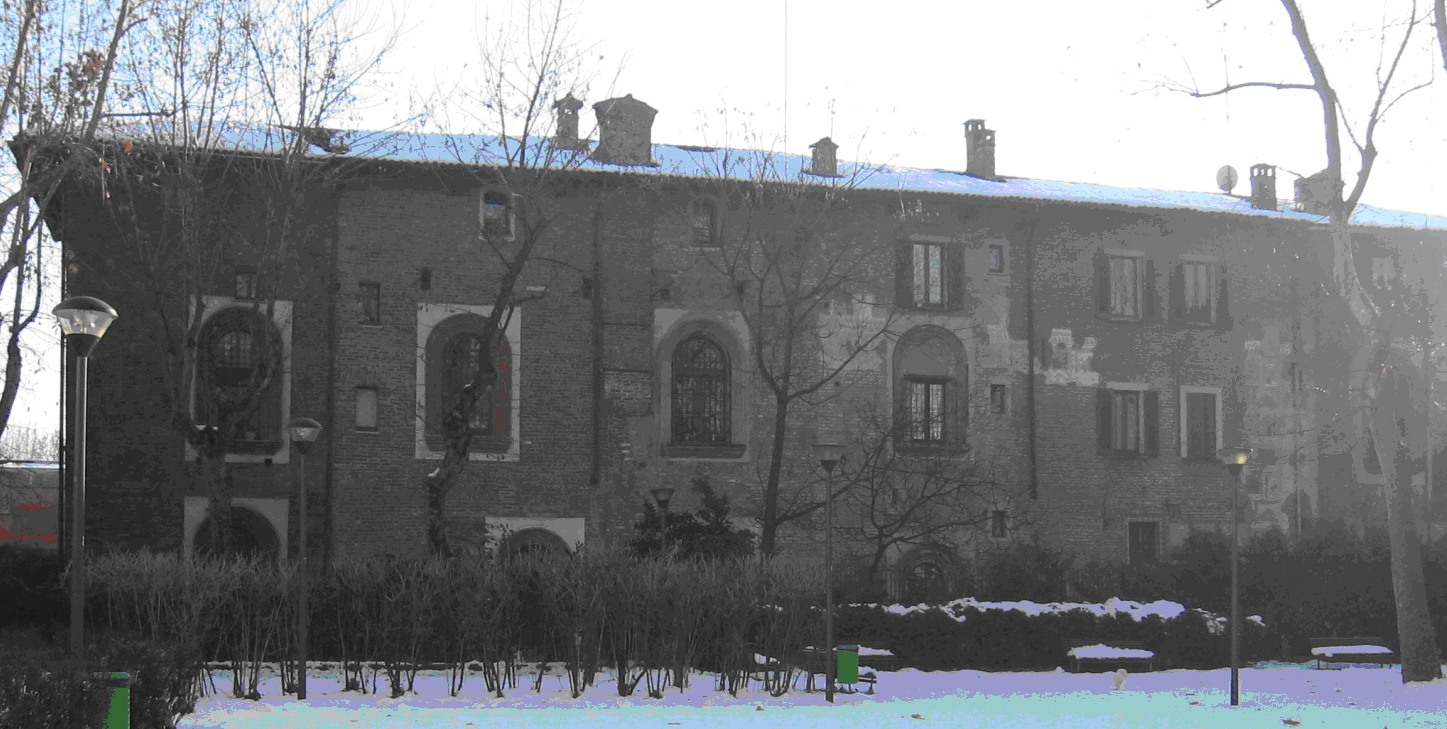
Facciata Nord della Cascina Boscaiola; gennaio 2007.

La descrizione architettonica della Cascina Boscaiola è definita come segue da Lombardia Beni Culturali: si tratta di un «complesso edilizio a corte chiusa, composto da un fronte con brevi risvolti di origine antica e di tipo gentilizio, e da ali retrostanti a carattere prettamente agricolo. Le parti nobili sono caratterizzate da elementi strutturali e decorativi tipici della tradizione architettonica rinascimentale, con finestrature a tutto sesto, con ghiere in cotto e incorniciatura intonacata in bianco, in facciata, e con interni caratterizzati da cotto a pavimento e travature lignee a solaio, in alcuni casi impreziosite da decori pittorici».
Da una planimetria del piano terreno che risale al 1800, si deduce l'impianto originario della cascina con i corpi attuali a nord-ovest ed est, mentre a sud sono indicati i fienili. La planimetria della "Boscaiola" si sviluppa a forma di U, con tre corpi (nord-est-ovest) larghi circa sette metri, i solai originari sono sostenuti da grosse travi in legno di quercia (sezione 26x40) a campata unica, distanti una dall'altra circa due metri, su queste poggia l'orditura secondaria che è realizzata a cassettoni (con travetti 9x16). I piani del corpo centrale erano originariamente due oltre alla soffitta. Le murature sono in mattoni pieni con uno spessore di 50 cm al piano terra e 45 cm al piano superiore; l'altezza dei piani era all'origine di circa 5,10 m all'intradosso dei travetti.

## Il restauro
La Cascina della Boscaiola oggi risulta quasi completamente ristrutturata per adattarla a condizioni d'uso abitative.
I primi interventi, nella parte più propriamente padronale e ancora caratterizzata da caratteri di antichità, sono state effettuate dall'architetto V. Lattuada, l'allora proprietario, a due riprese all'inizio degli anni settanta, e hanno riguardato i corpi laterali a est e ovest. Il terzo intervento, nella parte centrale della Cascina, è stato completato nel 2001 dall'architetto G. Fieramonti. L'ultimo intervento, sempre nella parte centrale, è stato effettuato tra il 2006 e il 2007 dall'architetto P. Femia.

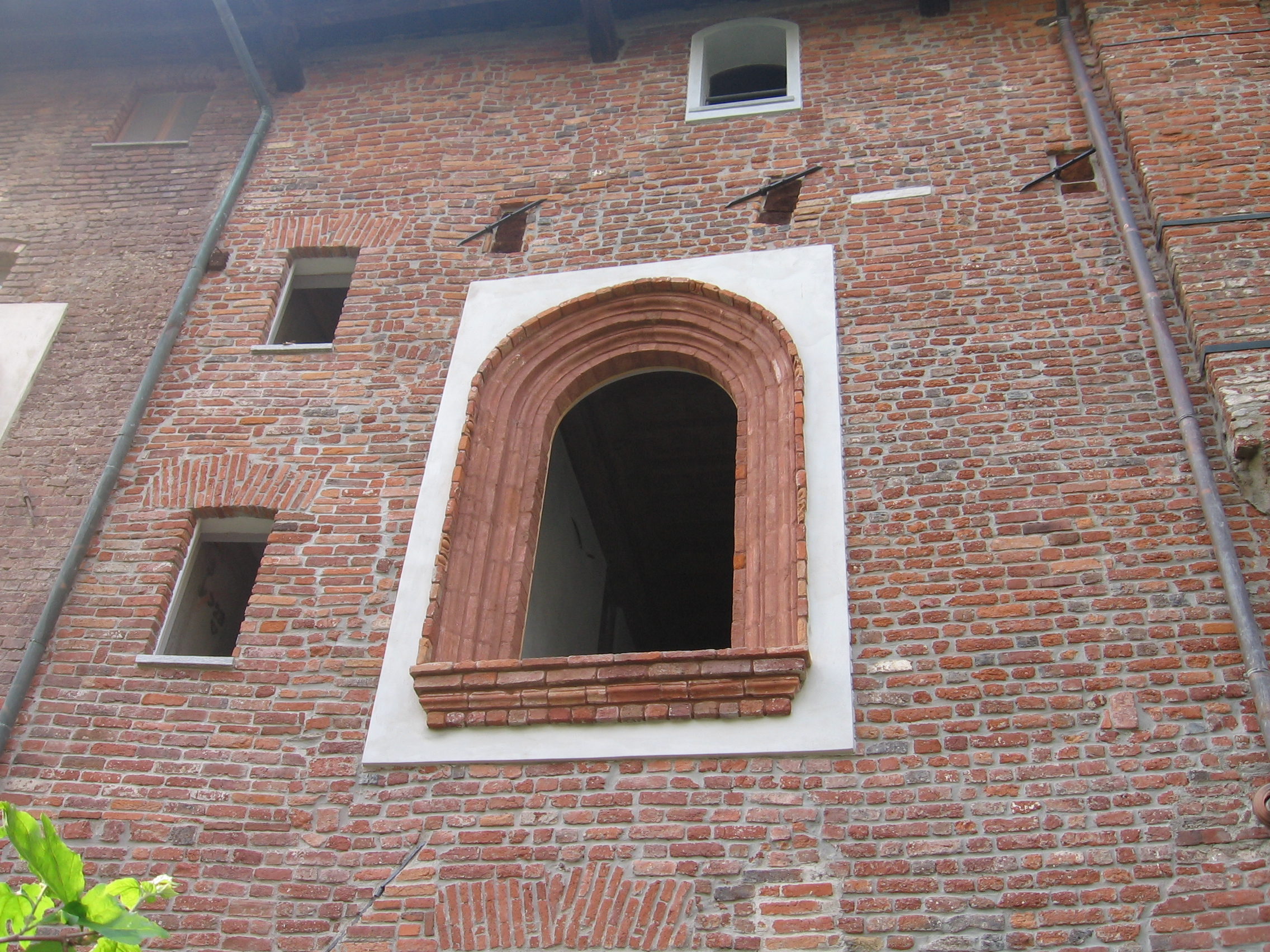
Finestra restaurata caratteristica della Facciata Nord della Cascina Boscaiola; giugno 2006.

Il recupero delle facciate ha svelato la bellezza delle finestre primitive, occluse o deturpate, con le decorazioni "a fresco" esterne. L'interno è stata adattata a condizioni d'uso abitative con uno sfruttamento delle volumetrie interne, con interpiani, tramezzature e utilizzo disinvolto degli alti saloni. Ma ciò non toglie che siano stati strappati all'incuria gli ambienti che conservavano lembi di affresco e soffitti lignei.